# Maraniona
Maraniona es un género monotípico de plantas con flores  perteneciente a la familia Fabaceae. Su única especie:  Maraniona lavinii, es originaria del Perú.